# Municipio de Union (condado de Ross)
El municipio de Union (en inglés: Union Township) es un municipio ubicado en el condado de Ross en el estado estadounidense de Ohio. En el año 2010 tenía una población de 13 345 habitantes y una densidad poblacional de 77,18 personas por km².

## Geografía
El municipio de Union se encuentra ubicado en las coordenadas 39°25′22″N 83°3′23″O / 39.42278, -83.05639. Según la Oficina del Censo de los Estados Unidos, el municipio tiene una superficie total de 172.91 km², de la cual 171,96 km² corresponden a tierra firme y (0,55 %) 0,95 km² es agua.

## Demografía
Según el censo de 2010, había 13 345 personas residiendo en el municipio de Union. La densidad de población era de 77,18 hab./km². De los 13 345 habitantes, el municipio de Union estaba compuesto por el 78,85 % blancos, el 19 % eran afroamericanos, el 0,22 % eran amerindios, el 0,37 % eran asiáticos, el 0,37 % eran de otras razas y el 1,18 % eran de una mezcla de razas. Del total de la población el 1,21 % eran hispanos o latinos de cualquier raza.